# W62

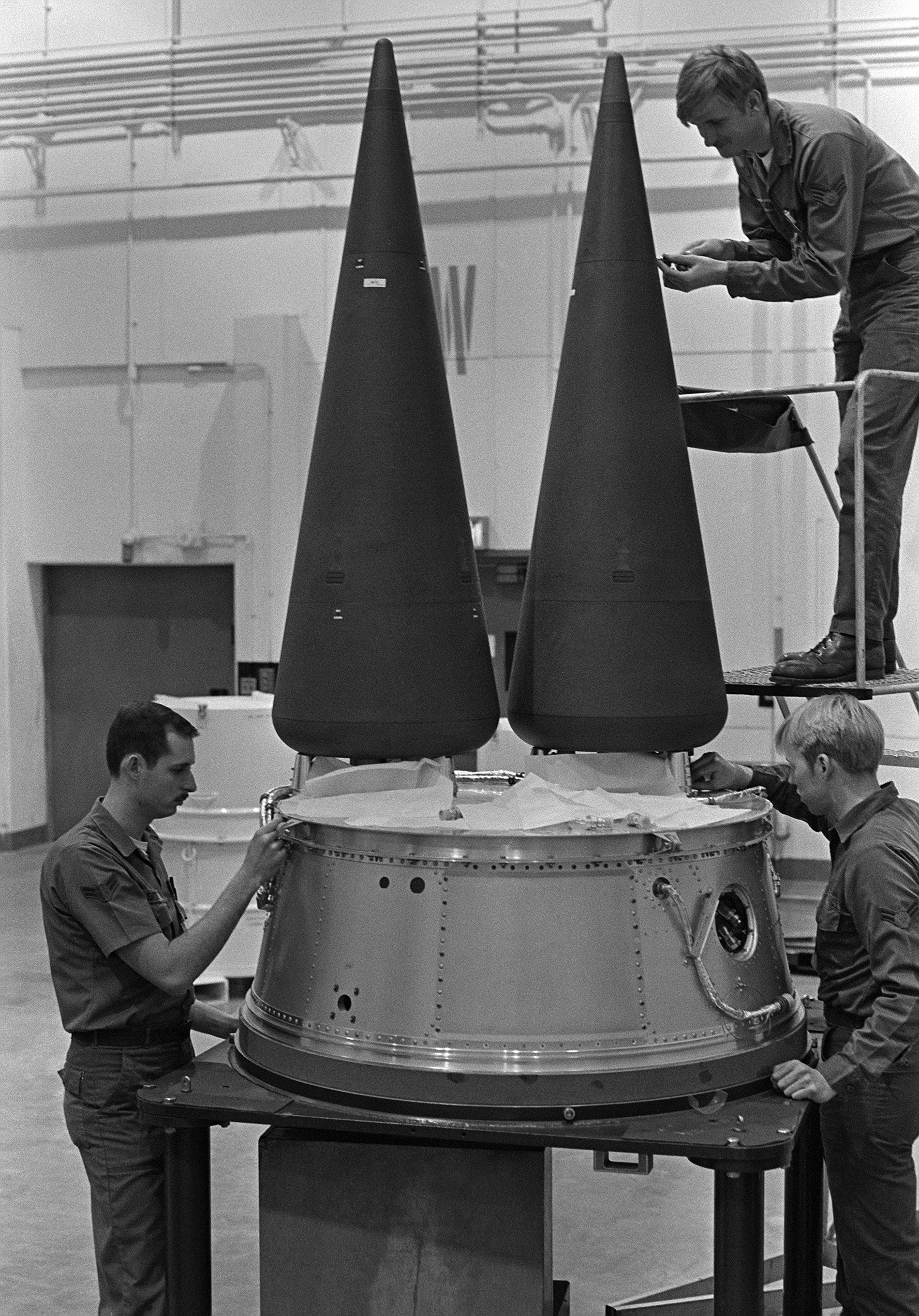
2 ogives W62 mk12 chargées dans un LMG-30G Minuteman III

La W62 est une ogive thermonucléaire américaine. Conçue vers la fin des années 1960 et fabriquée de 1970 à 1976, elle a été installée sur des ICBM Minuteman III. Toutes les ogives ont été démantelées en 2010 à l'usine Pantex.

## Description
Les dimensions exactes de la W62 sont classifiées, mais elle entre dans un véhicule de rentrée Mark 12 qui a 22 pouces de diamètre et 72 pouces de long. Un Mark 12 peut contenir jusqu'à 800 livres. Le poids de la W62 est officiellement de 253 livres.
La W62 produit une explosion de 170 kilotonnes.
En tout, 1 725 ogives W62 ont été fabriquées. En 2010, elles sont toutes démantelées dans le cadre du programme de démantèlement des ogives des années 1970. L’US National Nuclear Security Administration (NNSA) a annoncé, le 12 août 2010, le démantèlement de la dernière ogive W62 avec un an d'avance sur le programme, les W87 les remplaçant dans leur rôle dans l'arsenal américain.